# Goleșovo
Goleșovo (în bulgară Голешово) este un sat în Obștina Sandanski, Regiunea Blagoevgrad, Bulgaria.

## Demografie
Componența etnică a satului Goleșovo
     Bulgari (92,06%)
     Nicio identificare (3,17%)
     Altele (4,76%)
La recensământul din 2011, populația satului Goleșovo era de 63 locuitori. Din punct de vedere etnic, majoritatea locuitorilor (92,06%) erau bulgari. Pentru 3,17% din locuitori nu este cunoscută apartenența etnică.